# 巻藁 (弓道)

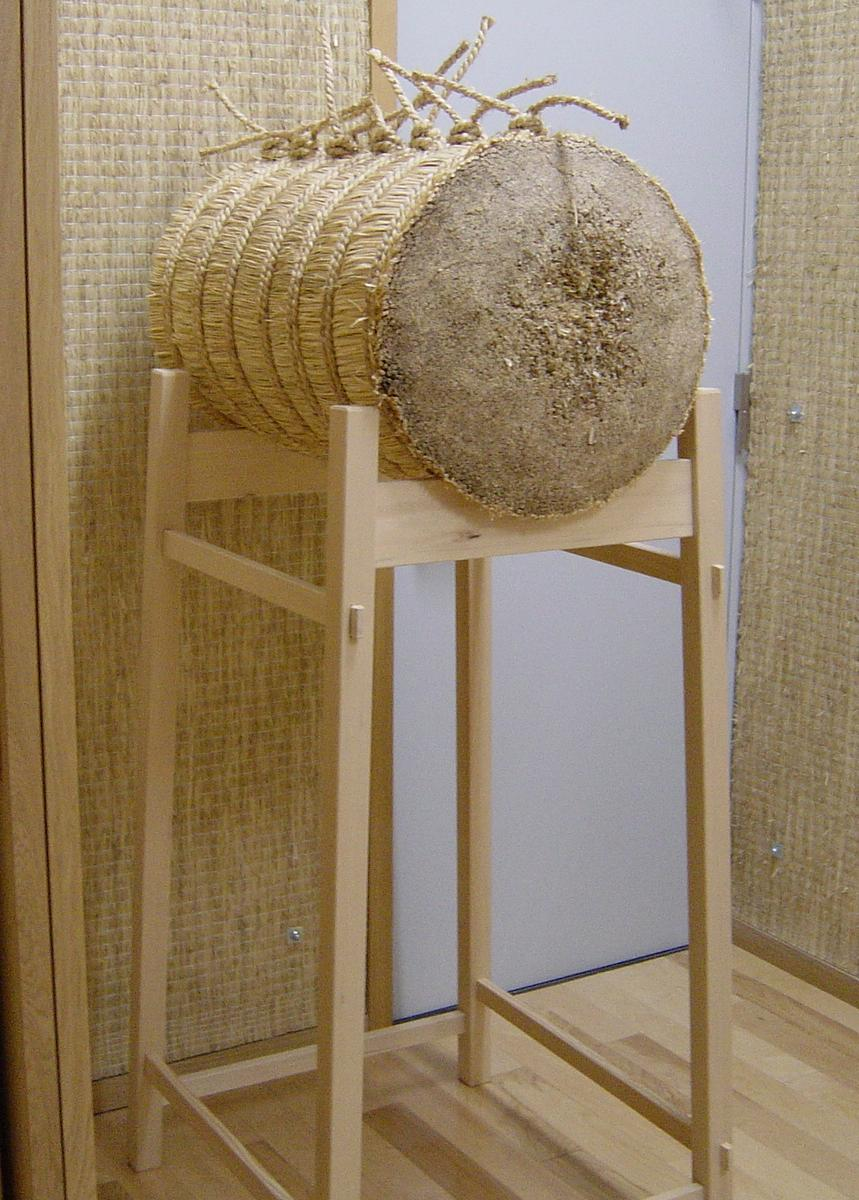
巻藁

巻藁（まきわら）は、弓道、弓術における型の稽古用の的。藁を、長手方向に矢が突き抜けず、且つ矢を傷めない程度の強さで束ね然るべき高さの台に乗せたもの。

## 概要
見た目は米俵に似ているが、中身に何か入っている訳でなく、藁を必要な量束ねて藁縄で巻き締めてあるのみである。巻き締めは相当な力で締めてあり、一度バラせば人間の力で元に戻すのは難しい。巻藁の直径は30cm〜50cm、奥行きが80cm程度あり、巻藁の中心が肩先程の高さに来るよう、また重量があるため専用の巻藁台に据え置く。安全の為には巻藁はある程度大きい方が良く、巻藁の後ろには矢がそれた時のために畳を立てるのが好ましい。型稽古の為に射手の正面に大鏡を置く事もある。巻藁で行射中は射手より巻藁寄りへは出ない、近付かない等注意が必要である。

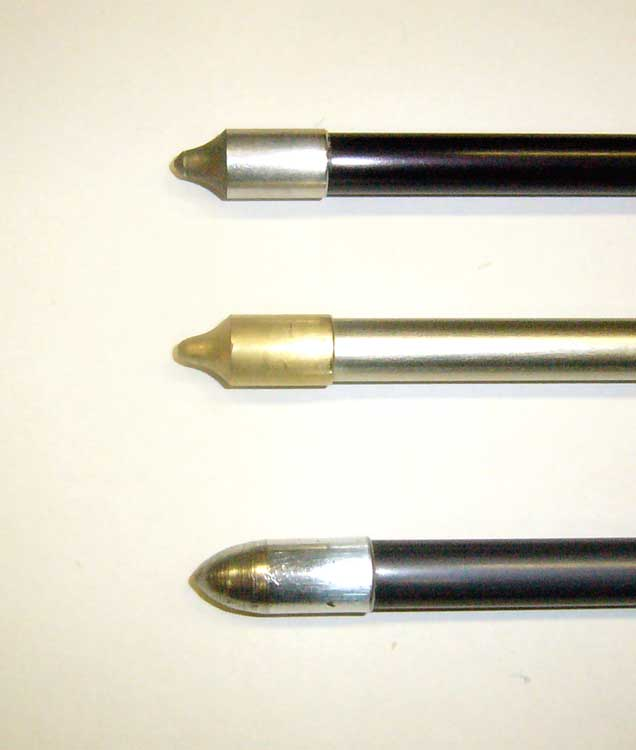
最下段のものが巻藁用

巻藁での稽古では、専用の矢尻（矢の先端の金具）を付けた、通称「巻藁矢」「藁矢」を用いる。なお、大半のものには羽根も付いていない。このため棒矢とも呼ばれる。ただし、的前用に比べて小型ではあるが羽根が付いているものもある。
初心者はまず型（射法八節）から覚えるため、ゴム弓練習というゴムを弦に見立てた練習、実際の弓を使って弓を引く感覚を覚えるための素引き練習を経て、矢を番えゆがけを挿して実際に矢を放つ巻藁練習に入るというのが一般的な初心者指導の過程である。巻藁前では左手方向約2m先に巻藁を見て矢を放つ。この巻藁練習で矢を放つ感覚を覚える。これを経て、ようやく的前に上がり28m先の的に向かった稽古ができる。「巻藁三年（旧制中学時代は実際に3年間的前には上がらず巻藁練習をしていた）」とも言われるほどこの練習は的前に立つ前段階で極めて重要である。
初心者でなくても的前に入る前に、体を慣らす為や型確認の為に巻藁練習を行う。体だけでなく、竹弓の場合は巻藁にかけて（巻藁で矢を放つ）弓を慣らす意味もある。
一方で「巻藁射礼」等、作法に則った礼法、演武もあり、必ずしも練習用、初心者用に限ったものではない。